# Campeonato Italiano de Rugby 1968-69
El Campeonato de Rugby de Italia de 1968-69 fue la trigésimo novena edición de la primera división del rugby de Italia.

## Sistema de disputa
Los equipos se enfrentaron en condición de local y de visitante a cada uno de sus rivales.
El equipo que al finalizar el torneo se encuentre en la primera posición se declara automáticamente como campeón.
Mientras que los dos últimos equipos descenderán directamente a la segunda división.

## Desarrollo
- Tabla de posiciones:[1]

| Pos. | Equipo          | Encuentros | Encuentros | Encuentros | Encuentros | Tantos | Tantos | Tantos | Puntos |
| Pos. | Equipo          | PJ         | PG         | PE         | PP         | F      | C      | Dif    | Puntos |
| ---- | --------------- | ---------- | ---------- | ---------- | ---------- | ------ | ------ | ------ | ------ |
| 1.º  | L'Aquila Rugby  | 22         | 18         | 4          | 0          | 350    | 62     | +288   | 40     |
| 2.º  | Petrarca Padova | 22         | 17         | 3          | 2          | 189    | 68     | +121   | 37     |
| 3.º  | Fiamme Oro      | 22         | 15         | 2          | 5          | 196    | 81     | +115   | 32     |
| 4.º  | Partenope Rugby | 22         | 11         | 5          | 6          | 184    | 142    | +42    | 27     |
| 5.º  | Treviso         | 22         | 13         | 0          | 9          | 241    | 160    | +81    | 26     |
| 6.º  | CUS Roma        | 22         | 9          | 2          | 11         | 222    | 161    | +61    | 20     |
| 7.º  | Olimpic '52     | 22         | 7          | 5          | 10         | 141    | 175    | -34    | 19     |
| 8.º  | Rugby Rovigo    | 22         | 8          | 2          | 12         | 113    | 203    | -90    | 18     |
| 9.º  | Rugby Parma     | 22         | 7          | 1          | 14         | 125    | 217    | -92    | 15     |
| 10.º | G.S. Esercito   | 22         | 5          | 3          | 14         | 155    | 219    | -64    | 13     |
| 11.º | CUS Milano      | 22         | 3          | 2          | 17         | 96     | 361    | -265   | 8      |
| 12.º | Rugby Brescia   | 22         | 2          | 3          | 17         | 103    | 278    | -175   | 7      |

|  | Campeón.                 |
|  | Descendido a la Serie B. |

| Bandera de Italia      |
| Campeón L'Aquila Rugby |
| Segundo título         |